# Kia Elan
Kia Elan – samochód sportowy klasy kompaktowej produkowany pod południowokoreańską marką Kia w latach 1996 – 1999.

## Historia i opis modelu

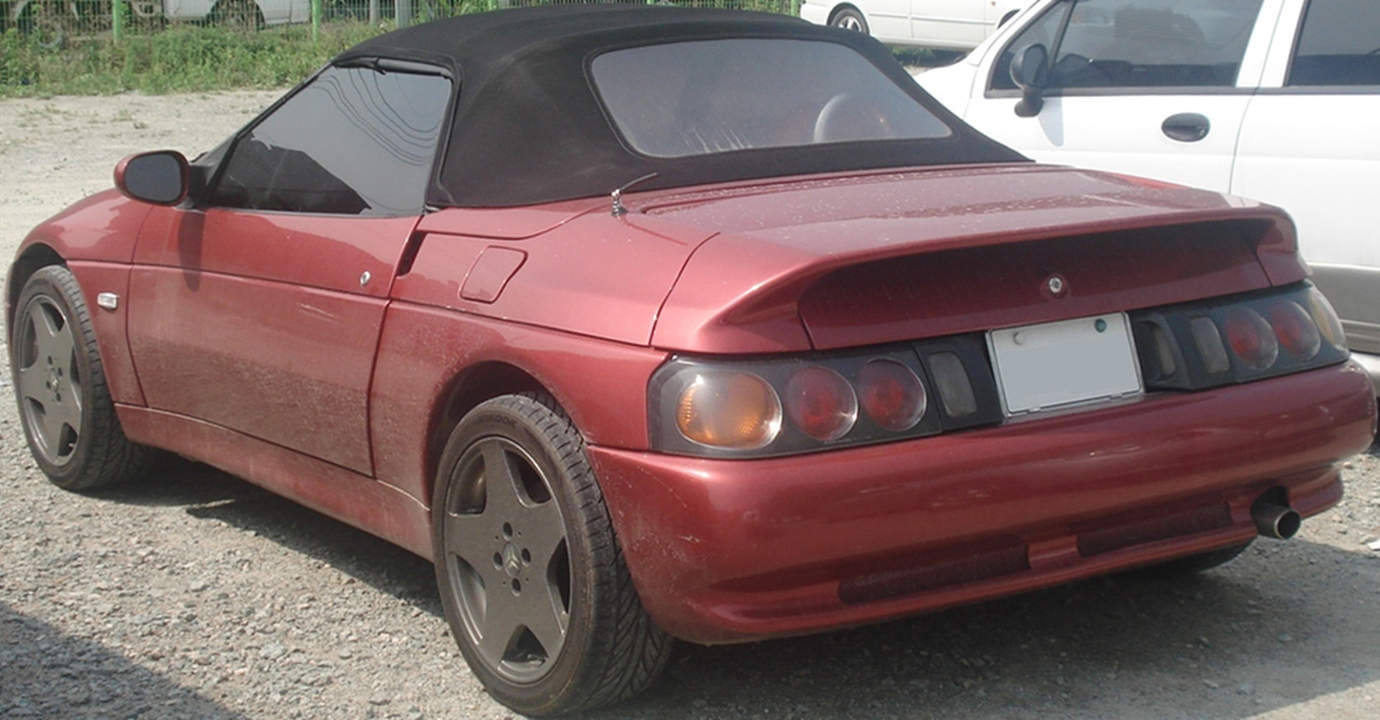
Kia Elan - tył

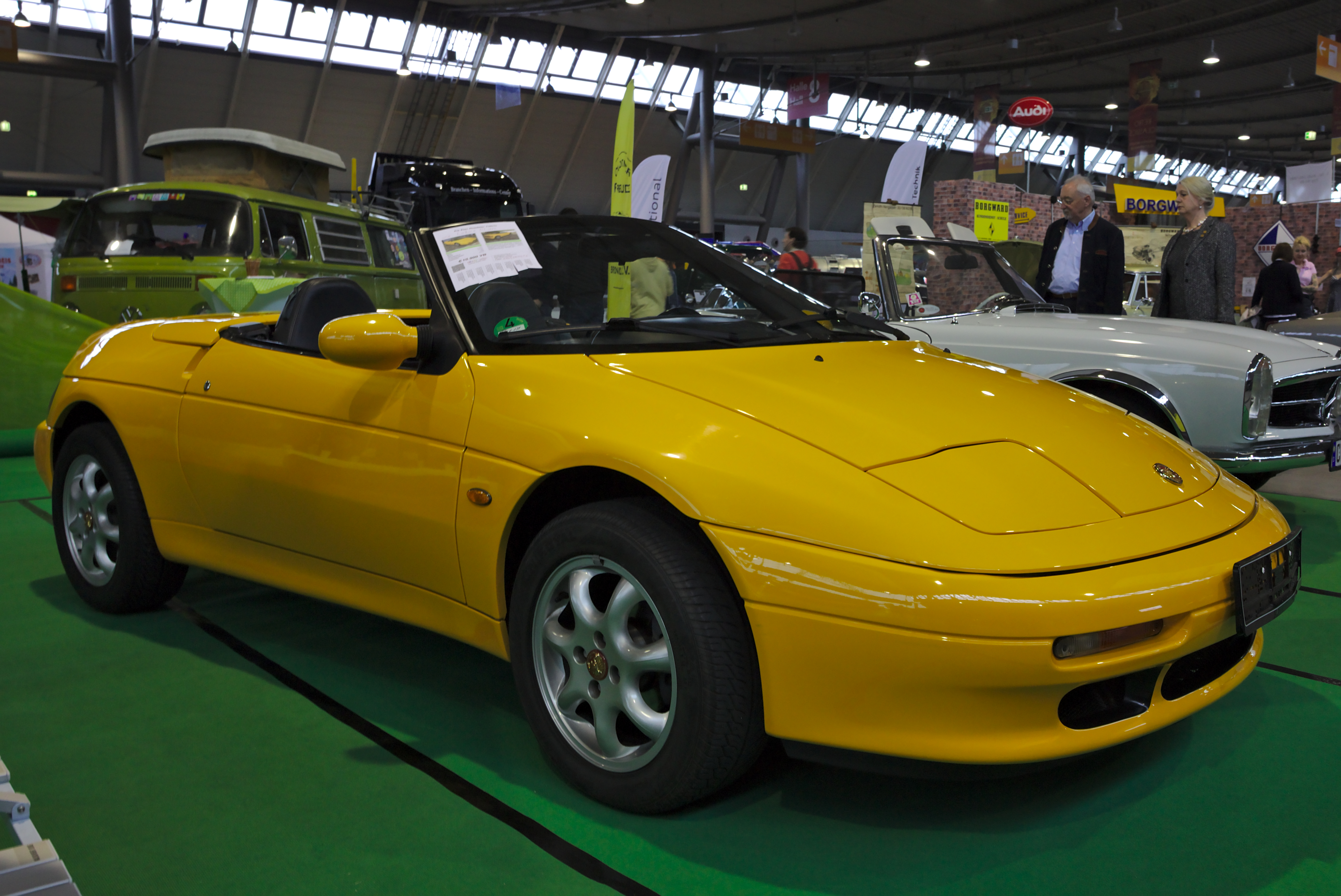
niemiecka Kia Roadster

W schyłkowym okresie produkcji trzeciej generacji Lotusa Elan, Kia zdecydowała się odkupić od brytyjskiego przedsiębiorstwa prawa do dalszego wytwarzania niewielkiego roadstera w południowokoreańskim Ansan pod własną marką.
Kia Elan zadebiutowała w 1996 roku, wizualnie różniąc się od brytyjskiego pierwowzoru jedynie tylnymi lampami. Dotychczasowy kanciasty układ kloszy zapożyczony z Alpine GTA zastąpiły nowy wzór potrójnych, okrągłych kloszy o wypukłej strukturze. Większe zmiany zaszły w sferze technicznej - samochód otrzymał nową, większą od modelu Lotusa jednostkę napędową konstrukcji Isuzu.

### Sprzedaż
Poza rodzimym rynkiem Korei Południowej, Kia Elan była eksportowana także do wyselekcjonowanych rynków globalnych w Azji, Europie i Ameryce Południowej.
W Japonii pojazd nosił nazwę Kia Vigato, z kolei na rynku niemieckim samochód sprzedawano na jako Kia Roadster. Na Bliskim Wschodzie pojazd oferowano za to pod marką Galloper jako Galloper Elan.
Produkcja Kii Elan zakończyła się po 3 latach rynkowej obecności w 1999 roku. Przez ten czas powstało 1056 egzemplarzy niewielkiego roadstera.

### Silnik
- L4 1.8l T8D 151 KM